# 蓋恩斯維爾 (密蘇里州)
蓋恩斯維爾（英語：Gainesville）是位於美國密蘇里州歐扎克縣的城市。同時該地也是歐扎克縣的縣治。

## 人口
根據2020年美國人口普查的數據，蓋恩斯維爾的面積為7.44平方千米，皆為陸地。當地共有人口745人，而人口密度為每平方千米100人。